# Highlands (Nueva York)
Highlands es un pueblo ubicado en el condado de Orange en el estado estadounidense de Nueva York. En el año 2000 tenía una población de 12,484 habitantes y una densidad poblacional de 156 personas por km².

## Geografía
Highlands se encuentra ubicado en las coordenadas 41°20′53″N 74°58′35″O / 41.34806, -74.97639. Según la Oficina del Censo, la ciudad tiene un área total de 86,7 km² (33,5 mi²), de la cual 80 km² (30,9 mi²) es tierra y 6,7 km² (2,6 mi²) (7.73%) es agua.

## Demografía
Según la Oficina del Censo en 2000 los ingresos medios por hogar en la localidad eran de $52,816, y los ingresos medios por familia eran $59,345. Los hombres tenían unos ingresos medios de $23,491 frente a los $27,406 para las mujeres. La renta per cápita para la localidad era de $17,830. Alrededor del 3.6% de la población estaban por debajo del umbral de pobreza.